# VIA Gra
VIA Gra (în ucraineană ВІА Гра, în rusă ВИА Гра), promovată în occident sub denumirea Nu Virgos, este o formație ucraineană de fete, fondată în anul 2000 în Kiev. Activitatea de creație a formației este în limba rusă și VIA Gra a fost una din cele mai de succes trupe din anii 2000 în Rusia.

## Istorie

### 1999
Ideea grupului a venit de la producătorul de televiziune ucrainean Dmitri Kostiuk. La acea vreme, el era proprietarul unuia dintre canalele muzicale populare din Ucraina, Biz-TV. După cum a explicat Dmitri mai târziu, popularitatea unor proiecte precum Blesteașcie în Rusia și Spice Girls în Occident a fost cea care l-a împins să formeze un grup pop feminin. Konstantin Meladze, care pe atunci lucra într-o poziție similară la postul de televiziune al lui Kostiuk, a fost invitat să fie producătorul muzical al proiectului și împreună au conceput un trio pop de fete. Alyona Vinnițkaia, pe atunci prezentatoare TV la Biz-TV, a fost invitată să se alăture grupului chiar de către Dmitri. Alte două fete, Yulia Miroshnichenko și Marina Kashchin, au fost selectate să se alăture grupului în timpul audițiilor. Înainte de a filma videoclipul pentru piesa «Popîtka No.5», s-a decis să o lase doar pe Vinnițkaia din cele trei concurente, proiectul temporar s-a închis dar căutările pentru incă două soliste a continuat.
După un timp, producătorii au decis să renunțe la ideea unui trio în favoarea unui duo și au invitat-o pe Nadezhda Granovskaya să facă pereche cu Alyona Vinnitskaya. Vinnitskaya a fost pusă ca vocalista principală. Trupa a fost numită «VIA Gra». Denumirea a fost inventată de Kostiuk, înainte de lansarea oficială, proiectul se numea «Serebro».
Există mai multe versiuni cu privire la motivul pentru care trupa a fost numită astfel. VIA — este un acronim care înseamnă Ansamblul Vocal și Instrumental, dar «Gra» se traduce din limba ucraineană ca "joc". De asemenea, mulți cred că numele este un derivat al numelor de familie ale vocalistelor, «VI» fiind începutul numelui de familie al Alyonei Vinnițkaia, «A» fiind prima literă a propriului nume și, respectiv, "Gra" fiind începutul numelui de familie al Nadejdei Granovskaya. Există și o teorie conform căreia numele trupei înseamnă «Voce". Bucurie. Artă».
Nu există o opinie neechivocă cu privire la modul în care numele grupului este descifrat, iar motivul real pentru alegerea acestui nume ar putea fi că combinațiile de mai sus au ca rezultat un nume care rezonează cu numele pastilelor de potență sexuală pentru bărbați.

### 2000—2002

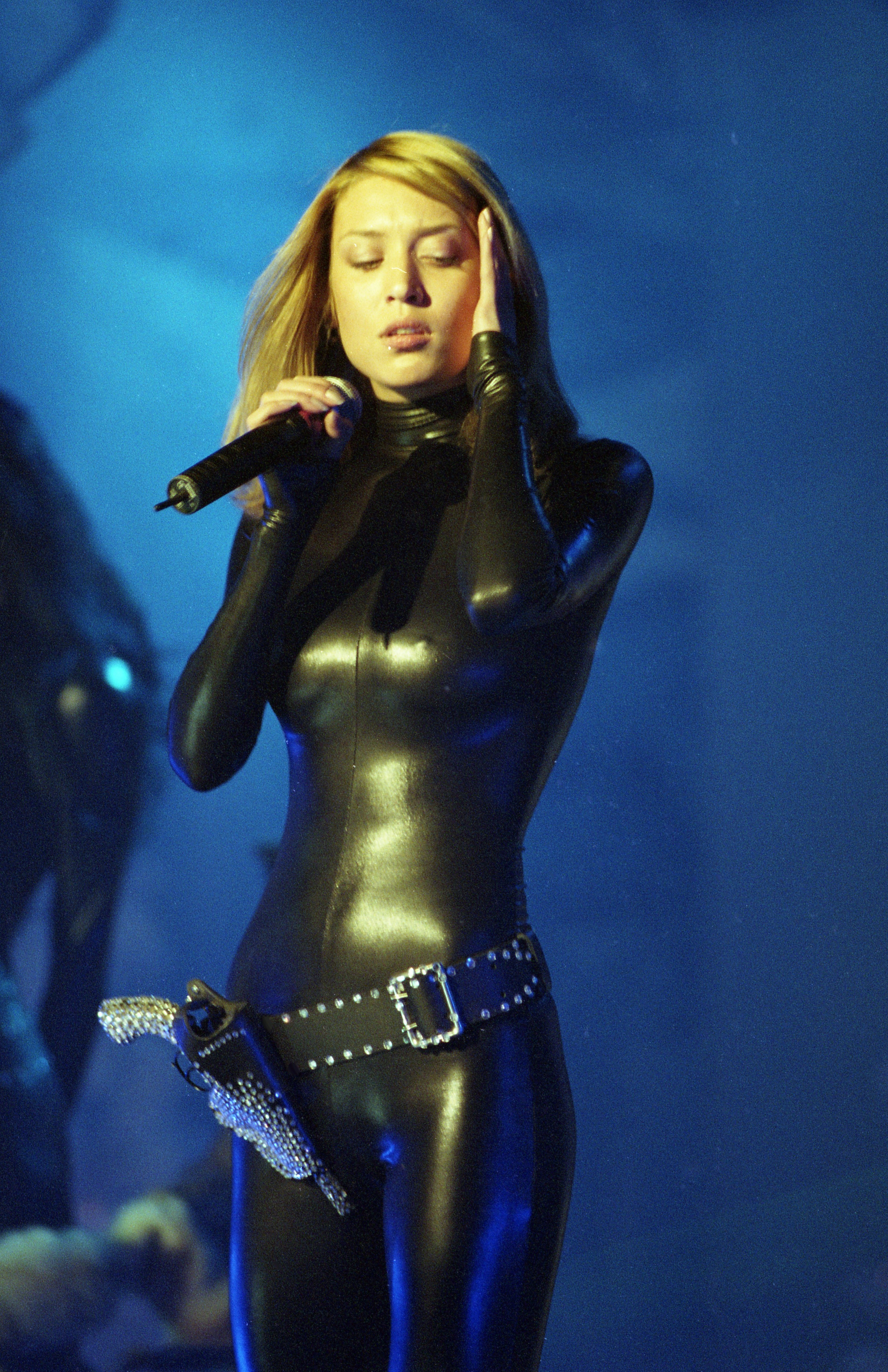
Alyona Vinnitskaya pe platoul de filmare al programului «Întâlniri de Crăciun» în 2001

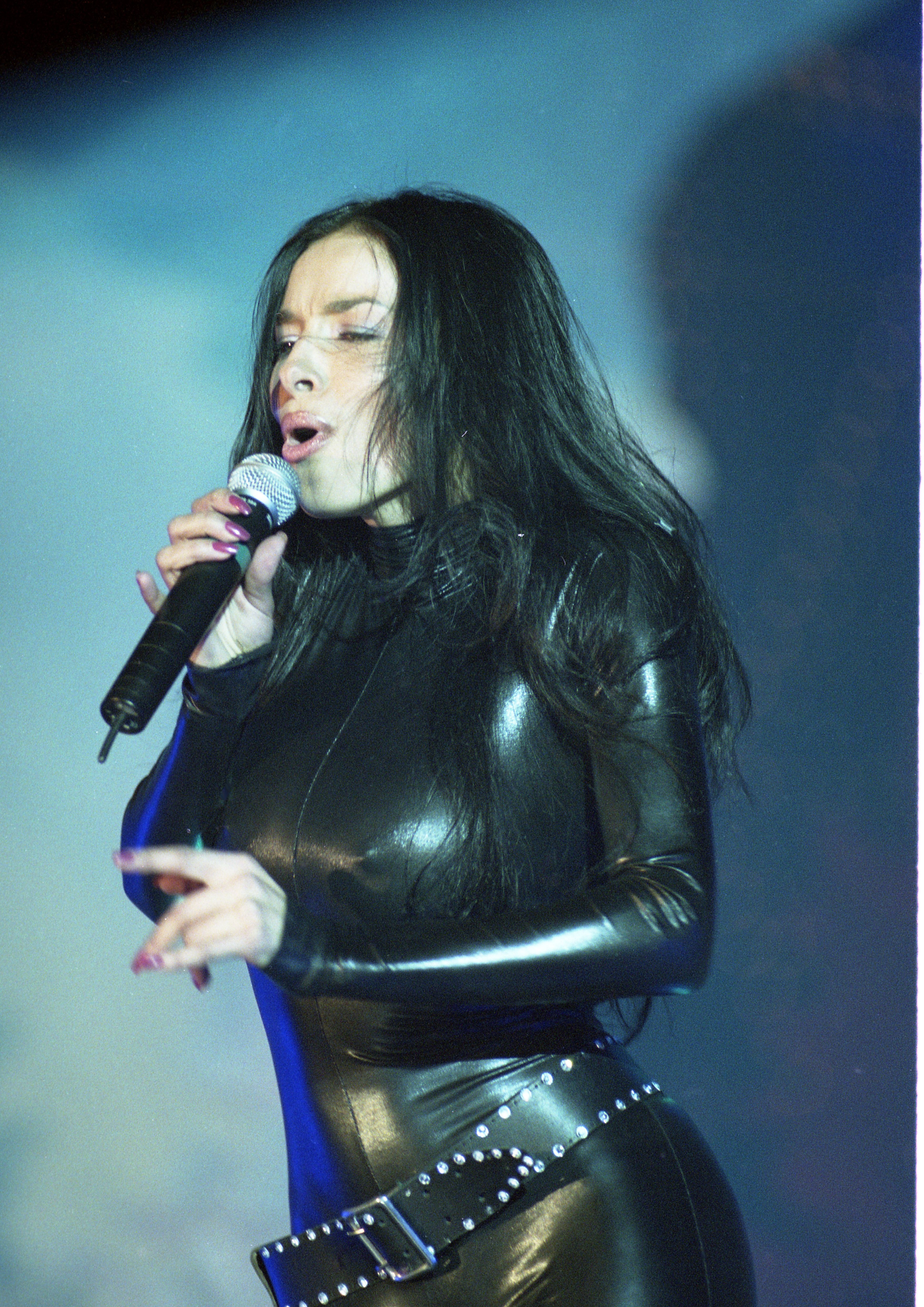
Nadezhda Granovskaya pe același platou

Videoclipul de debut al trupei, «Popîtka No.5», a fost difuzat pentru prima dată pe 3 septembrie 2000 la Biz-TV. Melodia a făcut senzație, a devenit imediat un fel de «carte de vizită» a trupei, a fost copiată pe CD-uri piratate, a ocupat primele poziții în diverse topuri muzicale ucrainene. Acest single a câștigat premii precum «Золотой Граммофон», «Стопудовый хит», «Золотая Жар-птица», iar videoclipul a câștigat premiul «Золотая Гиря». De-a lungul anului 2000, trupa și-a construit repertoriul, iar la jumătatea lunii decembrie avea deja șapte melodii în repertoriu. Concertul de debut a fost un concert în Dnepropetrovsk, pe scena localului «Ice Palace», care a avut loc la 20 decembrie 2000. La concert au fost aproximativ patru mii de oameni. Trupa a participat la premii, programe de concerte și filmări în publicații media de renume. În curând au mai fost lansate trei videoclipuri — «Обними меня», «Бомба» и «Я не вернусь». «VIA Gra» a devenit un nume cunoscut în Rusia. Trupa a luat parte la producția muzicalului «Вечера на хуторе близ Диканьки». Pe 31 august 2001, «VIA Gra» a semnat un contract cu Sony Music Entertainment pentru lansarea a cinci albume studio. Pe 27 septembrie 2001 a fost lansat albumul de debut, «Popîtka No.5», care conținea toate cele 11 piese din repertoriul trupei, precum și câteva remixuri ale acestora. Albumul a fost prezentat pe 2 octombrie în clubul «Луксор» din Moscova. După lansarea albumului, trupa a plecat în turneu.
La începutul anului 2002, Nadezhda Granovskaya se pregătește să devină mamă. Pentru a compensa pierderea unei soliste, a fost convocat de urgență un casting. Tatyana Nainik a fost aleasă ca noua solistă. Dar de îndată ce fetele au început să lucreze, producătorii au decis să mărească trupa până la trei soliste. În trupă a fost invitată Anna Sedokova care inițial trebuia să se alăture cu Alyona Vinnițkaia și Nadezhda Granovskaya. În mai 2002, a avut loc premiera videoclipului «Stop! Stop! Stop! Stop!». În piesă, pentru prima dată, părțile vocale au fost cântate nu numai de Alyona, ci și de nou-venita Anna. Pe 23 mai, în «Rossiya Concert Hall» din Moscova, trupa a fost nominalizată la categoria «Best Young Dance Music Artist» la premiul «Овация». În iulie, albumul «Popîtka No.5» a fost relansat unde au fost incluse remixuri ale pieselor existente, precum și noua piesă a trupei, «Stop! Stop! Stop! Stop!». Pe 20 iulie, trupa a cântat la Vitebsk la concursul internațional «Славянский базар».
Pe 12 septembrie s-au încheiat filmările pentru videoclipul piesei «Good morning, папа!». Evenimentul a fost marcat de revenirea în trupă a lui Nadezhda Granovskaya, care a născut cu mai puțin de o lună în urmă, așa că patru soliste au jucat în video. Videoclipul a ajuns în scurt timp pe primul loc la MTV. La ceva timp după ce au filmat videoclipul, producătorii au ajuns la concluzia că două brunete în trupă nu pot fi. Așa a și părăsit trupa Tatiana Naynik. Înainte de plecarea Tatianei, trupa a susținut mai multe concerte cu o componență formată din Alyona Vinnitskaya, Nadezhda Granovskaya, Anna Sedokova și Tatiana Nainik, dar, din cauza unui conflict cu Tatiana, producătorii trupei au refuzat să recunoască existența cvartetului.
În noiembrie trupa în formula Alyona Vinnitskaya, Tatyana Naynik și Anna Sedokova a apărut pe coperta ediției rusești a revistei pentru bărbați «Maxim». Trupa a participat la o serie de emisiuni de divertisment din Rusia «Принципе домино», «Большой стирке» и «Тотальном шоу». Anterior, doar pe MTV, «VIA Gra» a participat la programele «VIP-каприз», «Банзай!», «12 злобных зрителей», «Стилиссимо» и «Папарацци». La 1 ianuarie 2003, la televiziunea ucraineană a fost lansat musicalul «Cenușăreasa», în care membrii trupei au interpretat trei prințese străine, și au interpretat, alături de Verka Serdyuchka, piesa «Я не поняла». Trupa a fost desemnată «Revelația Anului» de către premia rusească «ZD Awards», iar melodia «Stop! Stop! Stop! Stop!» a câștigat premiul pentru «Cântecul Anului 2002».
La sfârșitul anului 2002, Alyona Vinnitskaya era pe cale să părăsească trupa. Vera Brejneva, care a început repetițiile în noiembrie 2002, a fost selectată pentru a se alătura trupei «VIA Gra».

### 2003—2004
În ianuarie 2003, Alyona Vinnițskaya a părăsit definitiv proiectul. Așa și s-a format formula Anna — Vera — Nadezhda, unde Anna Sedokova a fost pusă ca vocalista principală. În februarie 2003 a fost lansat videoclipul piesei «Не Оставляй Меня, Любимый!», care este considerat unul dintre cele mai bune single-uri din istoria trupei. Piesa și videoclipul au fost hituri în 2003, iar melodia a rămas în topuri timp de aproape 7 luni. De-a lungul anului, trupa a apărut pe mai multe coperte ale ziarelor ucrainene și rusești — EGO, «Афиша», «Неон», «Пингвин», Maxim, Play, «Отдохни!».
Pe 14 aprilie 2003, a fost lansat cel de-al doilea album al trupei «Стоп! Снято!». Primul tiraj planificat al albumului a fost comandat în întregime cu o lună înainte de data oficială de lansare. Mai mult de 500.000 de exemplare au fost vândute în primele 6 luni, ceea ce i-a adus albumului premiul «Gold Disc Award» de către НФПФ. Succesul albumului a determinat Sony Music să numească trupa cel mai de succes proiect al diviziei rusești a casei de discuri, ceea ce a influențat decizia de a înregistra albumul de debut al trupei în limba engleză. Pe 24 aprilie 2003, o prezentare a albumului «Стоп! Снято!» a avut loc la complexul de divertisment «Golden Palace» din Moscova. Concertul și interviurile trupei au fost incluse ulterior într-un DVD cu același nume. Pe 14 mai, VIA Gra a călătorit în Israel, înainte de lansarea albumului «Стоп! Снято!», care a fost prima lansare a Sony Music Russia în această țară, unde a dat interviuri la radio și televiziune și a apărut într-o emisiune TV «Яцпан шоу» unde au cântat piesa «Good morning, папа!».
În mai s-a lansat videoclipul pentru piesa «Убей мою подругу» care a fost filmat în clubul «Split» din Kiev. Între timp, succesul albumului «Стоп! Снято!» în țările CSI și în Israel a determinat Sony Music să decidă să ducă «VIA Gra» pe piața globală, și au început înregistrarile albumului de debut în limba engleză. Pe 10 iunie, albumul «Стоп! Снято!» a fost lansat în Asia de Sud-Est, vânzându-se într-un ritm care a depășit așteptările maxime ale companiei. Pe 18 iunie.a avut loc ședință foto pentru albumul în limba engleză. În august, videoclipurile trupei puteau fi văzute la fiecare 35 de minute pe MTV-ul rusesc, un record pentru Rusia la acea vreme. În aceeași lună, a fost lansat și un videoclip pentru piesa «Вот таки дела», cu un montaj de imagini de la ședința foto a trupei pentru albumul «Stop! Stop! Stop!», o prezentație de la lansarea albumului «Стоп! Снято!» și imagini din studioul de înregistrări.
Pe 4 septembrie 2003, trupa a primit premiul «Стопудовый хит» pentru piesa «Убей мою подругу». În aceiași zi trupa a prezentat noul single «Океан и три реки» în colaborare cu Valeri Meladze. A doua zi, pe 5 septembrie VIA Gra au lansat videoclipul oficial pentru piesă.
Pe 18 septembrie 2003, a fost lansat albumul de debut în limba engleză «Stop! Stop! Stop!» în Japonia. La trei zile de la lansare, albumul s-a vândut în peste 30.000 de unități. După scurt timp, a fost lansat și videoclipul piesei «Stop! Stop! Stop!» având aproape exact același scenariu ca din videoclipul în limba rusă «Стоп! Стоп! Стоп!». De asemenea, a fost lansat un single promoțional «Kill My Girlfriend» în limba engleză și japoneză «Ai No Wana». La începutul lunii octombrie, trupa a zburat în Tokyo. VIA Gra a luat parte la ședințele foto pentru publicații locale, a participat la talk-show-uri și a vizitat casa de discuri Sony Music din Japonia. Pe parcursul a trei zile, VIA Gra a acordat 24 de interviuri și a apărut în numeroase reviste japoneze populare, printre care fiind: Voce, Frau, Sabra, Weekly Post, Relax, Tarzan, SPA, Friday, Flash, Tokyo Calendar, Cawaii. Sony Music a lansat o campanie majoră de promovare în 14 țări din Asia de Sud-Est pentru a susține albumul, iar în scurt timp acesta a fost premiat cu discul de aur în Taiwan și Hong Kong, precum și cu discul de platină în Thailanda. Succesul grupului în topurile japoneze a dus la amenințare cu un proces din partea producătorilor medicamentului Viagra, iar Sony Music a primit ordin de a retrage de la vânzare exemplarele rămase ale albumului «Stop! Stop! Stop!». Din această cauză trupa a început purta un alt pseudonim «Nu Virgos» (tradus "Fecioare goale"). În noiembrie 2003, a fost lansată ediția specială cu ocazia celei de-a 50-a aniversare a revistei Playboy Japonia, iar în februarie 2004 trupa a apărut în revistă cu o nouă ședință foto. În noiembrie, trio-ul a apărut din nou la emisiunea «Тотальное шоу» și și-au prezentat noua piesă «Биология». În aceeași luna, a fost lansat albumul «Биология».
La sfârșitul anului 2003, presa a relatat pe larg că trupa plănuia să reprezinte Rusia la Eurovision 2004. La scurt timp după aceea, directorul de difuzare a programelor muzicale de la Channel One, Yuri Aksyuta, a negat că VIA Gra ar fi putut participa la concurs și a atribuit zvonul răspândit la "succesul enorm" al trioului în 2003. 
În martie 2004, single-ul "Stop! Stop! Stop!" și albumul cu același nume au fost lansate în Scandinavia. În susținerea albumului, a fost lansată și o colecție VCD cu videoclipurile trupei, "Nu Virgos: MV Collection". În clasamentul național de vânzări din Norvegia, single-ul "Stop! Stop! Stop!" a ajuns pe locul 11, iar albumul pe locul 20. În Finlanda, albumul a ajuns pe locul 6, iar single-ul pe locul 3 în topul oficial al vânzărilor, rămânând în top 10 timp de șase săptămâni. În general, single-ul s-a clasat pe locul 32 în Top 100 oficial european și pe locul 5 în Web Top 100. Vânzările totale ale albumului "Stop! Stop! Stop!" au depășit 2 milioane de exemplare. Pe 29 martie, trupa a participat la festivalul de muzică dance Bomb of the Year 2004, unde au câștigat premii pentru hiturile "Я не поняла"și "Убей мою подругу".
În mai 2004, din cauza sarcinii, Anna Sedokova a părăsit trupa. Vestea plecării lui Sedokova a fost un șoc pentru fanii trupei. În același timp, unii jurnaliști au reacționat sceptic la vestea plecării lui Sedokova, considerând-o doar o altă mișcare de PR a reprezentanților trupei: "Plecarea este evident imaginară: un "șarpe" de informații va alerga prin media, fanii vor plânge și vor plânge - să zicem, cea mai bună fată din VIA Gra a fost, cum fără ea, oh! - oricum, întoarce-te, nu ne părăsi, Anya! Se va gândi și se va întoarce "la cererea publicului". Suntem obișnuiți cu astfel de "plecări" ale vedetelor. 
Cu toate acestea, managementul trupei a căutat urgent o înlocuire pentru Anna și în curând au prezentat o nouă solistă, Svetlana Loboda. Cu toate acestea, înlocuirea nu s-a dovedit a fi echivalentă. Editorialistul muzical Maxim Kononenko de la jurnanul Gazeta, în recenzia sa la concertul de bilanț al Star Factory 4, unde a avut loc una dintre primele aparențe ale trupei cu Svetlana Loboda, a calificat plecarea lui Sedokova drept "tragică": "...în timpul concertului, în locul Annei Sedokova a cântat o altă fată în trupa VIA Gra. Tot o roșcată, bineînțeles, dar în afară de asta, nu amintește nici pe departe de sufletul impetuos și irepresibil al celui mai bun grup feminin din lumea slavă". "...Să sperăm că această plecare are cauze naturale și temporare. Pentru că eu personal nu-mi pot imagina VIA Gra fără Sedokova" - a adăugat Maxim. 
Prima mare apariție a Svetlanei Loboda, a avut loc pe 4 iunie 2004 la Muz-TV Music Awards 2004, unde au câștigat premiul pentru cel mai bun duo și cel mai bun grup pop. Faptul că trupa a primit premiul în noua componență a provocat reacții negative din partea Annei Sedokova, a fanilor trupei, a publicului din sală și a unor critici muzicali, care au sugerat că plecarea lui Sedokova va duce la uitarea trupei. "Imaginați-vă, o mulțime de mii de oameni la Olimpiyskiy, iar mult iubita Anya Sedokova nu este pe scenă", a comentat Dmitriy Kostyuk mai târziu. Portalul online Dny.ru, a numit victoria VIA Gra la categoria Cel mai bun grup pop "o alegere extrem de corectă", dar i-a condamnat dur pe producătorii trupei pentru că nu au invitat-o pe Sedokova la ceremonie, adăugând că "pentru succesul grupului [Sedokova] a făcut probabil la fel de mult ca și Konstantin Meladze". După plecarea lui Sedokova și sosirea solistei noi, au existat probleme cu programul de turnee al trupei, în special, unii spectatori au refuzat să-și răscumpere biletele rezervate atunci când au aflat despre înlocuirea din componență. Concertele solo ale trupei de la Complexul Sportiv Olimpiyskiy din Moscova și de la Palatul Național de Artă al Ucrainei din Kiev au fost anulate, la fel ca și mai multe campanii de promovare care implicau trupa. Turneul de peste hotare al trupei în sprijinul albumului "Stop! Stop! Stop!" a provocat, de asemenea, confuzie. Trupa a continuat să folosească fotografii și clipuri cu componența anterioară pentru toate reclamele și afișele pentru concertele sale. Telespectatorii străini au fost, de asemenea, nemulțumiți de înlocuire. Potrivit lui Dmytro Kostyuk, pagubele provocate de această înlocuire au costat trupa "zeci de milioane de dolari". 

## Discografie
Albume de studio
- Popîtka No. 5 (2001)
- Stop! Sneato! (2003)
- Biologhia (2003)
- Stop! Stop! Stop! (2004)
- L.M.L. (2007)

Albume compilație
- 2005: Brilliantî (Бриллианты)
- 2006: VIA Gra. MP3 Collection (ВИА Гра. MP3 Collection)
- 2007: Poțelui (Поцелуи)
- 2008: Emancipația (Эмансипация)
- 2008: Novaia kollekția: lucișie pesni (Новая коллекция: Лучшие песни)
- 2015: VIA Gra. Vsio lucișee v odnom (ВИА Гра. Всё лучшее в одном)

DVD și VCD
- Стоп! Снято! (2003)
- Nu Virgos: MV Collection (2004)
- Video Бриллианты (2007)

### Single-uri
- Попытка №5 (Popîtka №5)
- Я Не Вернусь (Ya Ne Vernus)
- Бомба (Bomba)
- Обними Меня (Obnimi Menya)
- Стоп! Стоп! Стоп! (Stop! Stop! Stop!)
- Good Morning, папа! (Good Morning, Papa)
- Убей Мою Подругу (Ubey Moyu Podrugu)
- Не Оставляй Меня, Любимый (Ne Ostavlyay Menya, Lyubimîy)
- Биология (Biologiya)
- Океан и Три Реки feat. Valeri Meladze (Okean i Tri Reki)
- Притяженья Больше Нет feat. Valeri Meladze (Prityazhenya Bolshe Net)
- Мир, О Котором Я Не Знала До Тебя (Mir, O Kotorom Ya Ne Znala Do Tebya)
- Бриллианты (Brilliantî)
- Нет Ничего Хуже feat. TNMK (Net Nichego Hujă)
- Поцелуи (Poțeluii)
- Цветок и Нож (Țvetok i Noj)
- Обмани, Но Останься (Obmani, No Ostansya)
- ЛМЛ (Лучик мой, любимый) (LML (Luchik moy, lyubimîi)
- My Emancipation
- Сумасшедший (Sumassședșîi)
- Антигейша (Antigeysha)
- Пошёл Вон (Poșol Von)
- День Без Тебя (Den Bez Tebya)
- Алло, Мам (Allo, Mam)
- Перемирие (Peremiriye)
- У Меня Появился Другой feat. Вахтанг (U Menya Poyavilsya Drugoy)
- Кислород feat. МОТ (Kislorod)
- Это Было Прекрасно (Eto Bylo Prekrasno)
- Так Сильно (Tak Silno)
- Кто Ты Мне? (Kto Tî Mne?)
- Моё Сердце Занято (Moyo Serdtse Zanyato)
- Я Полюбила Монстра (Ya Polyubila Monstra)
- ЛюбоЛь (LyuboLi)
- 1+1
- Рикошет (Rikoshet)
- Манекен (Maneken)